# Rovigo Calcio
Il Rovigo Calcio  è una società calcistica italiana di Rovigo, capoluogo della provincia omonima, militante nel campionato di Promozione Veneto.
Nel 1991 ha ricevuto dal CONI la Stella d'argento al merito sportivo.

## Storia

### Le origini
L'inizio dell'attività calcistica rodigina si fa risalire, pur non possedendo l'atto fondativo, al 28 aprile 1893, quando su iniziativa della preesistente Società Rodigina di Ginnastica Unione e Forza, fondata nel 1874, si iniziarono a insegnare le basilari regole per uniformare la disciplina a livello nazionale. In quegli anni, analogamente ad altre simili realtà distribuite nel territorio italiano, la società sportiva rodigina promulgò, nella figura del Maestro Francesco Gabrielli, il football sullo stile inglese della Football Association, la Federazione calcistica dell'Inghilterra, che prevedeva l'impossibilità di giocare la palla toccandola o colpendola con braccia e mani, a differenza del rugby e della pallamano. Fu grazie a Gabrielli, entusiasta sostenitore del calcio, che a Rovigo venne introdotta la nuova pratica sportiva nei "giochi ginnastici" anni prima della sua introduzione ufficiale, come disciplina, nelle attività scolastiche di educazione fisica.
La Federazione Ginnastica Nazionale Italiana (FGNI) cominciò ad organizzare la disciplina pedatoria a partire dal Concorso Interprovinciale Ginnastico di Treviso del 1896.
Tuttavia, già il 18 settembre 1895 i rodigini disputarono, a Roma, una partita contro la Società Udinese di Ginnastica e Scherma, alla presenza del Re d'Italia..
Le regole del calcio ginnastico, secondo la traduzione di Gabrielli, seppur diverse, non si discostavano molto dal football praticato nel Regno Unito. La FGNI, comunque, adottò in via definitiva il regolamento calcistico completo stabilito dall'IFAB soltanto dal 6 maggio 1903.

### Gli anni pionieristici
Dopo la parentesi ginnica bisogna aspettare il 1908, con la fondazione della Società Sportiva Studentesca, per assistere al primo atto che porterà alla fondazione vera e propria del club nella sua veste attuale. Nel 1912 alcuni ex soci della Società Sportiva Studentesca costituirono la Federazione Sportiva Rodigina, evoluzione della storia calcistica rodigina antesignana dell'ultima tappa, risalente al 1916, in cui nacque l'Associazione Calcio Rovigo.

### Il primo dopoguerra
Dopo la ripresa delle attività a seguito della fine della prima guerra mondiale la società, che nel 1919 assunse la denominazione Pro Rovigo, cominciò la scalata verso le maggiori serie dell'epoca, dalla partecipazione al campionato di Promozione Veneta dei primi anni venti ed arrivando al 1927 quando venne costituito il Gruppo Sportivo Fascista Rovigo ed ha inizio il 13 novembre 1927 l'avventura del Rovigo nei campionati organizzati dalla FIGC, con l'iscrizione al campionato di Terza Divisione Veneto, la stagione successiva ammesso al torneo di Seconda Divisione, lo vince salendo in Prima Divisione e mantenendola fino a quando venne istituita l'allora serie C nel campionato 1935/1936 e restandovi fino alla divisione dell'Italia a seguito dell'armistizio di Cassibile. Nei due anni successivi la squadra rodigina venne integrata nel Campionato Alta Italia 1944 interrotto dalla fine della seconda guerra mondiale.

### Il secondo dopoguerra
Nella ripresa economica e sociale dell'Italia che seguì faticosamente alla fine del conflitto non poteva che ritagliarsi un ruolo fondamentale uno sport così popolare come quello del calcio e, pur non con il blasone di altre importanti società legate a ben altri numeri di appassionati, anche a Rovigo si assistette alla ripresa delle attività agonistiche della squadra.
La società venne riammessa alla serie C raggiungendo la conquista del girone G della stessa nel campionato 1947/48, conquistando un posto nella Lega Calcio.
Dal campionato successivo inizia il lento ma inesorabile declino della società fino all'arrivo nel Campionato Promozione militando con alterne fortune fino alla fine degli anni settanta nelle categorie dilettantistiche. In quegli anni la società muta ufficialmente il proprio nome in Ballarin Rovigo dal campionato 1950/51 sino a quello 1958/59, al termine del quale ritorna a fregiarsi del termine "associazione calcio" nella denominazione societaria, acquisendo successivamente la definitiva Rovigo Calcio S.r.l..
Gli anni ottanta sono caratterizzati da una costante presenza ai vertici del Campionato Interregionale nei quali la squadra, allenata da Ugo Tomeazzi e successivamente da Renzo Rocchi, manca per un soffio la qualificazione alla serie C classificandosi seconda nel girone D nei campionati del 1983/84 e 1984/85 e, successivamente, nel 1991/92.
Il successivo declino legato alla cessione societaria che ne seguì fece ritornare la squadra nel Campionato di Eccellenza alternato al Campionato Nazionale Dilettanti, successivamente ritornato ad essere denominato serie D.
Finalmente, dopo anni di tentativi, nella stagione 2005/06 conquista il primo posto nel girone D del campionato di Serie D, ritornando l'anno successivo tra i professionisti dopo 56 anni.
Dopo un primo anno estremamente positivo che porta la società ad un passo della Serie C1, nella successiva stagione il Rovigo calcio arriva, nella stagione 2007-2008, a classificarsi al 16º posto e viene costretta a mantenere il posto nella serie con la formula dei play-out. Destinata alla discesa nelle serie inferiore a causa della sconfitta contro il Castelnuovo, il Rovigo calcio, grazie al fallimento della squadra toscana con conseguente ripescaggio, militerà ugualmente nel neoridisegnato campionato di Lega Pro Seconda Divisione 2008-2009.
Il campionato 2008-2009 si rivela però fallimentare ed il Rovigo non riesce ad evitare la retrocessione: dopo una stagione in cui affronta avversari tecnicamente più forti, attestandosi al 18º posto nel girone, è costretto al ritorno in Serie D, Girone D.
Il campionato 2009-2010 la vede come potenziale protagonista di vertice, ma la presenza di una "nobile decaduta" come il Pisa economicamente e tecnicamente superiore al lotto di partecipanti, obbligano il Rovigo ad una più difficoltosa conquista delle posizioni di vertice. Dopo un inseguimento che a poche giornate dal termine lasciava sperare la conquista della zona Play off, alcuni risultati negativi costringono la squadra del capoluogo polesano ad accontentarsi del 9º posto nel Girone.
Nella stagione 2010-2011 arriva al 7º posto ma al termine della stagione la squadra non viene iscritta al successivo campionato di Serie D per problemi finanziari. Non viene iscritta nemmeno ai campionati regionali lasciando così un vuoto nella storia del calcio rodigino.

### La prima rinascita e la continuazione
Con la scomparsa del Rovigo Calcio rimane però il calcio in città. Allo stadio Gabrielli per la stagione 2011-2012 si trasferisce il Lape Ceregnano, squadra di Ceregnano neopromossa in Eccellenza, che chiude il campionato con la salvezza all'8º posto.
Nell'estate del 2012, con un cambio di denominazione e di sede, la squadra assume il nome di A.S.D. Rovigo L.P.C. e si trasferisce nella città di Rovigo.
Nella stagione 2012-2013 milita nel girone A dell'Eccellenza Veneto.
Nell'estate 2014 la prima squadra scompare in favore del Delta Porto Tolle, passato a giocare proprio nella città di Rovigo con conseguente cambio di nome in Delta Porto Tolle Rovigo, rimanendo tuttavia attiva solo a livello giovanile.
Il 28 giugno 2017, la società A.S.D. Ras Commenda, cambia nome in A.S.D. Rovigo, spostando la propria sede allo stadio Francesco Gabrielli, colmando così il vuoto lasciato dal Delta Rovigo (tornato a Porto Tolle) e continuando la tradizione sportiva del Rovigo Calcio, sempre a livello di settore giovanile. In seguito, il sodalizio, stringe una collaborazione con la neonata A.S.D. Città di Rovigo, che si occuperà della prima squadra.
Successivamente, nell'estate del 2018, la società si fonde con il Boara Pisani militante in Prima Categoria e con sede a Rovigo ridenominandosi Società Sportiva Dilettantistica Rovigo Calcio.

## Palmarès

### Competizioni nazionali
- Serie C: 1

1947-1948 (girone G)
- Serie D: 1

2005-2006 (girone D)

### Competizioni regionali
- Promozione: 1

1980-1981 (girone A)
- Prima Divisione: 1

1954-1955 (girone D)
- Seconda Divisione: 1

1928-1929 (girone F)
- Prima Categoria: 1

2022-2023 (girone G)

## Statistiche e record

### Partecipazione ai campionati nazionali
| Livello | Categoria                       | Partecipazioni | Debutto   | Ultima stagione | Totale |
| ------- | ------------------------------- | -------------- | --------- | --------------- | ------ |
| 2º      | Promozione                      | 1              | 1920-1921 | 1920-1921       | 1      |
| 3º      | Seconda Divisione               | 1              | 1928-1929 | 1928-1929       | 20     |
| 3º      | Prima Divisione                 | 6              | 1929-1930 | 1934-1935       | 20     |
| 3º      | Serie C                         | 13             | 1935-1936 | 1949-1950       | 20     |
| 4º      | Promozione Interregionale       | 1              | 1950-1951 | 1950-1951       | 12     |
| 4º      | Serie D                         | 8              | 1967-1968 | 1974-1975       | 12     |
| 4º      | Serie C2                        | 2              | 2006-2007 | 2007-2008       | 12     |
| 4º      | Lega Pro Seconda Divisione      | 1              | 2008-2009 | 2008-2009       | 12     |
| 5º      | Interregionale                  | 11             | 1981-1982 | 1991-1992       | 23     |
| 5º      | Campionato Nazionale Dilettanti | 4              | 1992-1993 | 1998-1999       | 23     |
| 5º      | Serie D                         | 8              | 1999-2000 | 2010-2011       | 23     |

### Partecipazione ai campionati regionali
| Livello | Categoria             | Partecipazioni | Debutto   | Ultima stagione | Totale |
| ------- | --------------------- | -------------- | --------- | --------------- | ------ |
| I       | Prima Divisione       | 1              | 1951-1952 | 1951-1952       | 27     |
| I       | Promozione            | 4              | 1952-1953 | 1956-1957       | 27     |
| I       | Campionato Dilettanti | 2              | 1957-1958 | 1958-1959       | 27     |
| I       | Prima Categoria       | 8              | 1959-1960 | 1966-1967       | 27     |
| I       | Promozione            | 6              | 1975-1976 | 1980-1981       | 27     |
| I       | Eccellenza            | 6              | 1993-1994 | 2013-2014       | 27     |
| II      | Prima Divisione       | 1              | 1954-1955 | 1954-1955       | 4      |
| II      | Promozione            | 3              | 2023-2024 | 2025-2026       | 4      |
| III     | Prima Categoria       | 5              | 2018-2019 | 2022-2023       | 5      |